# William Borm
William Borm (Hamburg, 7 juli 1895 - Bonn, 2 september 1987) was een Duits politicus voor de FDP. De ondernemer was van 1965 tot 1972 lid van de Duitse Bondsdag. Na zijn dood werd bekend dat Borm vanaf de jaren 50 heimelijk werkzaam was voor de Stasi, het DDR-ministerie voor staatsveiligheid.
- Gemeinsame Normdatei: 124395724
- International Standard Name Identifier: 0000 0000 2383 659X
- Virtual International Authority File: 945242
- WorldCat: E39PBJtxgVRJfkrPT3PD9V86Kd